# Wells (Minnesota)
Wells és una població dels Estats Units a l'estat de Minnesota. Segons el cens del 2000 tenia 2.494 habitants.

## Demografia
Segons el cens del 2000, Wells tenia 2.494 habitants, 1.032 habitatges, i 665 famílies. La densitat de població era de 713,3 habitants per km².
Dels 1.032 habitatges en un 28,3% hi vivien nens de menys de 18 anys, en un 53,1% hi vivien parelles casades, en un 7,8% dones solteres, i en un 35,5% no eren unitats familiars. En el 32,2% dels habitatges hi vivien persones soles el 19,7% de les quals corresponia a persones de 65 anys o més que vivien soles. El nombre mitjà de persones vivint en cada habitatge era de 2,33 i el nombre mitjà de persones que vivien en cada família era de 2,94.
Per edats la població es repartia de la següent manera: un 23,3% tenia menys de 18 anys, un 7,3% entre 18 i 24, un 22,1% entre 25 i 44, un 21,3% de 45 a 60 i un 26% 65 anys o més.
L'edat mediana era de 43 anys. Per cada 100 dones de 18 o més anys hi havia 82,6 homes.
La renda mediana per habitatge era de 26.463 $ i la renda mediana per família de 38.523 $. Els homes tenien una renda mediana de 27.969 $ mentre que les dones 19.873 $. La renda per capita de la població era de 15.614 $. Entorn del 5,9% de les famílies i el 9,8% de la població estaven per davall del llindar de pobresa.

## Poblacions més properes
El següent diagrama mostra les poblacions més properes.